# Anna Jinghede
Anna Gabriella Jinghede Sundwall, född 30 december 1975, är en svensk polis, tandläkare, rättsodontolog, författare och doktorand. 
Jinghede har medverkat i två säsonger av SVTs TV-serie "Tjuv och polis". Genom TV-programmet kom Jinghede i kontakt med Lena Ljungdahl vilket har lett till ett samarbete. Duon har skapat podcasten "Över min döda kropp" där de medverkar tillsammans. Tillsammans har de skrivit två romaner och sysslar även med föreläsningar.
Jinghede doktorerar inom våldsforskning med ett fokus på tändernas betydelse för att upptäcka utsatthet för brott hos en individ.
I olika sammanhang så har Jinghede uppskattats för sina gärningar. Utöver Adlibrispriset som hon fick tillsammans med Lena Ljungdahl för deras debutroman "Någon måste dö" även mottagit pris som "Årets örebroare" år 2022. Tillsammans med Ljungdahl så har Jinghede också mottagit två tredjepris i Guldpodden för podcasten "Över min döda kropp".